# Ferret (Radpanzer)
Der Ferret (engl. für Frettchen), auch bekannt als Ferret Scout Car, ist ein kleiner Radpanzer des britischen Herstellers Daimler Motor Company, der als leicht gepanzertes Aufklärungs- und Verbindungsfahrzeug entwickelt wurde. Der Ferret wurde zwischen 1951 und 1971 produziert. Er wurde bis nach dem Zweiten Golfkrieg 1993 eingesetzt. 

## Geschichte
Der Ferret wurde ab dem Jahr 1949 als Nachfolger für den von der britischen Armee im Zweiten Weltkrieg verwendeten Daimler Dingo Scout Car entwickelt. Da die Firma Daimler Motor Company dieses erfolgreiche Modell entworfen und gefertigt hatte, wurde sie auch mit dem neuen Entwurf beauftragt. Der Ferret teilt viele gleichartige Charakteristika mit dem Dingo, der Innenraum wurde jedoch vergrößert und später ein Maschinengewehr-Turm eingebaut. Die Fertigung wurde etwa 1951 aufgenommen. Die ersten 100 Ferret erhielten noch ein Typenschild aus Bronze, danach wurde dieses durch eines aus Messing ersetzt. Später wurde dann ein Aluminiumschild verwendet. Im Kalten Krieg wurde der Ferret auf Grund seiner Wendigkeit bei der Mauerpatrouille von der Berlin Infantry Brigade eingesetzt. Der Ferret wird nicht mehr von den britischen Streitkräften genutzt, in einigen Staaten des Commonwealth ist er jedoch noch im Einsatz.

## Eigenschaften

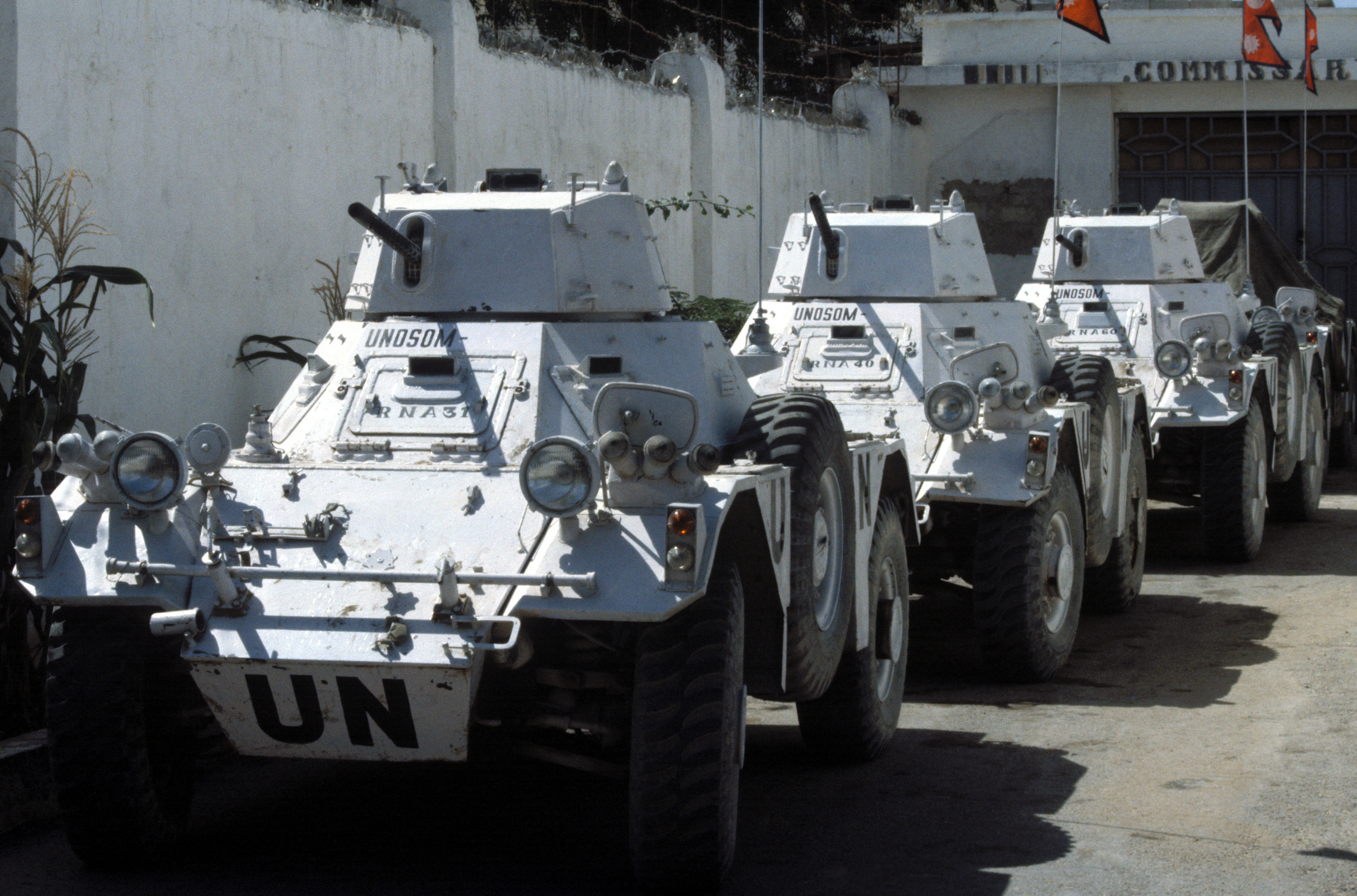
Ferrets der Streitkräfte Nepals während des UN-Einsatz in Somalia 1993

Das Fahrzeug besitzt eine aus Panzerstahlplatten in einer Stärke von etwa 10 bis 18 Millimetern zusammengeschweißte Wanne. Die Motorabdeckung weist jedoch nur eine Stärke von ungefähr 4 Millimetern auf. Durch den Einbau von Motor, Getriebe, Antrieb und Wellen im Inneren des Ferrets ist es im Fahrzeug recht laut. Der Ferret verfügt über Allradantrieb und Reifen mit Notlauf-Eigenschaften („Run Flat“). An der Vorderseite sind sechs Wurfbecher (an jeder Seite drei) einer Nebelmittelwurfanlage angebracht. Der Treibstofftank fasst rund 100 Liter Benzin und ist zwischen dem Kommandantenplatz und dem Motorraum angebracht. Der Kraftstoffverbrauch auf der Straße ist mit rund 30 bis 50 Litern Benzin pro 100 Kilometer recht hoch. Das Getriebe ist ein Vorwahlgetriebe mit fünf Gängen, die Kupplung ist eine Flüssigkeitskupplung. Das Verteilergetriebe verteilt die Kraft gleichmäßig auf jede Seite. Die vorderen und hinteren Räder einer Seite sind ohne Ausgleichsgetriebe miteinander verbunden. Daher kann es beim Betrieb auf der Straße zu Verspannungen im Antriebsstrang kommen. Die Fahrtrichtung wird über ein Wendegetriebe gewählt, so dass die fünf Gänge sowohl in der Vorwärts- als auch in der Rückwärtsrichtung zur Verfügung stehen. Die Höchstgeschwindigkeit ist mit 93 km/h angegeben. Der Tacho hat jedoch lediglich eine Skalierung bis 50 mph (rund 80 km/h). 
Als Bewaffnung standen verschiedene in den britischen Streitkräften eingeführte Maschinengewehre zur Verfügung. So wurde das Kaliber .30 Browning MG, das Bren und später das GPMG eingesetzt. Die Besatzung verfügte über STEN- und Sterling-Maschinenpistolen, später dann auch das SA80-Sturmgewehr. Bei verschiedenen Varianten wurden Panzerabwehrlenkwaffen eingebaut. Hier wurden unter anderem die Vigilant und die Swingfire eingesetzt.
Das elektrische Bordnetz verfügt über eine Spannung von 24 Volt Gleichspannung. Die anfangs eingebauten Gleichstromlichtmaschinen erbrachten einen maximalen Strom von 25 Ampere. Um ein weiteres Nachlassen der ohnehin geringen Leistungsfähigkeit im Leerlauf zu vermeiden, verfügen die Ferrets mit Gleichstromlichtmaschine über ein automatisch umschaltendes Getriebe für die Lichtmaschine. Zunächst waren die Ferrets noch mit VHF-Funkgeräten des Systems Larkspur ausgestattet, jedoch wurden die meisten in den 1970er-Jahren auf das damals moderne Clansman umgerüstet. Standardmäßig verfügt der Ferret über eine Bordsprechanlage, so dass sich Fahrer und Kommandant verständigen können.

## Produktion
Es wurden zwischen 1951 und 1971 insgesamt 4409 Ferrets einschließlich der 16 verschiedenen Versionen gebaut. Das jordanische Rüstungsunternehmen King Abdullah II Design and Development Bureau entwickelte im Jahr 2005 eine grundlegend modernisierte Version unter der Bezeichnung Stallion 1, die in Jordanien Verwendung findet.

## Versionen
Es existieren viele Versionen (Mark) des Ferrets. Sie unterscheiden sich durch ihre unterschiedliche Ausrüstungen und in der Verwendung bzw. der Bauart eines Turmes sowie in der Bewaffnung. Alle Varianten und Erprobungsversionen zählen zusammen mehr als 60 verschiedene Fahrzeugtypen.

### Mk 1
- FV701
- Verbindungsfahrzeug
- kein Turm

### Mk 1/1
- stärkere Panzerung als Mk 1
- abgedichtete Wanne zur Watfähigkeit

### Mk 1/2
- starrer Turmaufbau mit höherem Innenraum
- zwei bis drei Mann Besatzung.
- ausgestattet mit Bren- oder später GPMG-Maschinengewehren

### Mk 2
- drehbarer Turm vom Alvis Saracen APC

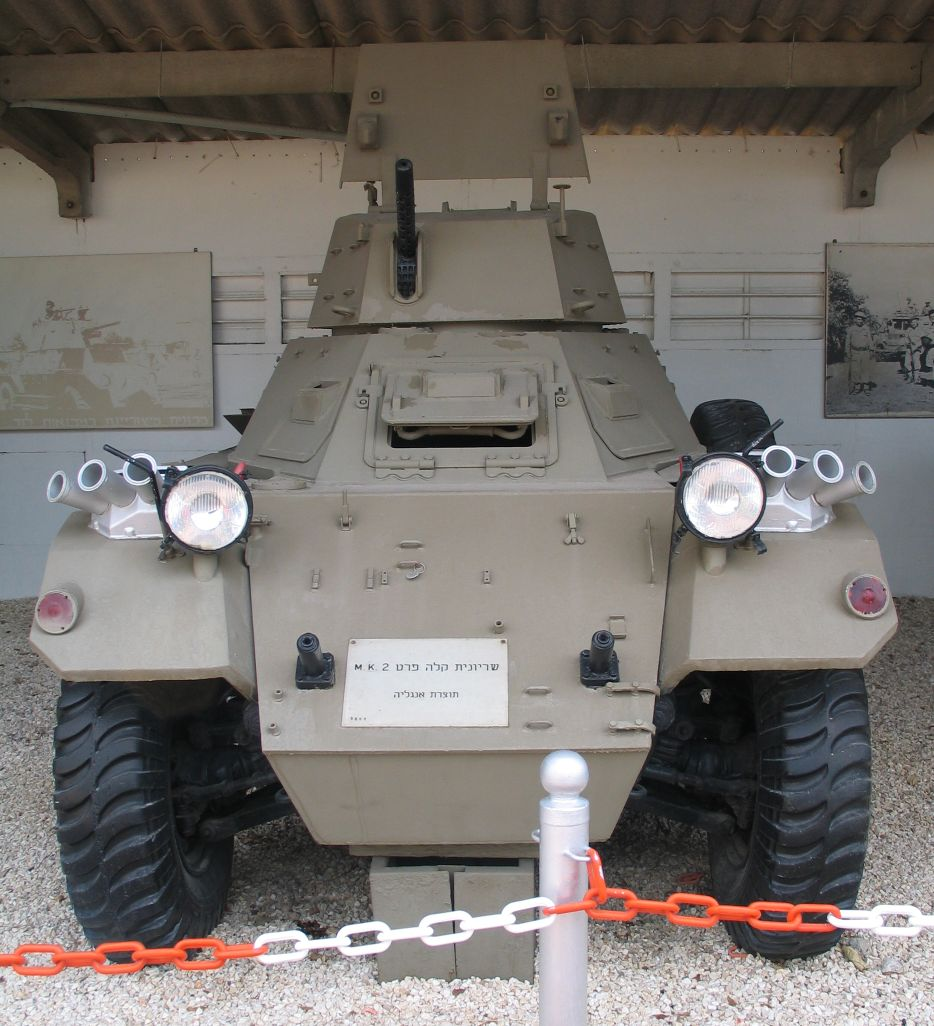
Mk 2 Ferret im Batey-ha-Osef-Museum, Israel.

- zuerst gebaut

### Mk 2/1 bis 5
- kleinere Verbesserungen inklusive stärkerer Panzerung.

### Mk 2/6
- FV703
- zwei Vigilant-Panzerabwehrraketen
- in Gebrauch in der britischen Armee und Abu Dhabi

### Mk 2/7
- FV701
- Mk 2/6, nach Ausmusterung der Vigilant wurden die Raketen entfernt

### Mk 4
- FV711
- verbesserter Mk 2
- verstärktes Fahrwerk
- Schwimmbalg

### Mk 5
- FV712
- veränderter Mark 4.
- mit GPMG-MG
- Swingfire-Panzerabwehrraketen in einem breiten, flachen Turm